# Предражићи
Предражићи су насељено мјесто у Босни и Херцеговини у општини Завидовићи које административно припада Федерацији Босне и Херцеговине. Према попису становништва из 1991. у насељу је живјело 486 становника.